# ケビン・マッカーシー (野球)
ケビン・エドワード・マッカーシー（Kevin Edward McCarthy, 1992年2月22日 - ）は、アメリカ合衆国ニューヨーク州ナッソー郡ロックビル・センター出身のプロ野球選手（投手）。右投右打。メキシカンリーグのドスラレドス・オウルズ所属。

## 経歴

### プロ入りとロイヤルズ時代
2013年のMLBドラフト16巡目（全体474位）でカンザスシティ・ロイヤルズから指名され、プロ入り。契約後、傘下のアパラチアンリーグのルーキー級バーリントン・ロイヤルズでプロデビュー。10試合（先発5試合）に登板して4勝2敗・防御率3.40・32奪三振の成績を残した。
2014年はA級レキシントン・レジェンズでプレーし、2試合に登板して1勝0敗・防御率0.00・1奪三振の成績を残した。
2015年はA級レキシントン、A+級ウィルミントン・ブルーロックス、AA級ノースウエストアーカンソー・ナチュラルズでプレーし、3球団合計で33試合に登板して5勝4敗6セーブ・防御率2.74・40奪三振の成績を残した。オフにはアリゾナ・フォールリーグに参加し、サプライズ・サグアロスに所属した。
2016年、マイナーではAA級ノースウエストアーカンソーとAAA級オマハ・ストームチェイサーズでプレーし、2球団合計で47試合に登板して5勝6敗16セーブ・防御率3.04・59奪三振の成績を残した。9月6日にメジャー契約を結んでアクティブ・ロースター入りした。9日のシカゴ・ホワイトソックス戦でメジャーデビュー。この年メジャーでは10試合に登板して1勝0敗・防御率6.48・7奪三振の成績を残した。
2017年は33試合に登板して、1勝0敗、防御率3.20、27奪三振の成績を残した。
2018年は65試合に登板して、5勝4敗0セーブ15ホールド、防御率3.25と中継ぎとしてフル回転した。
2019年は56試合に登板して、4勝2敗1セーブ6ホールド、防御率4.48の成績を残した。
2020年は5試合の登板に留まった。10月30日にマイナー契約となり、その後自由契約となった。

### レッドソックス傘下時代
2020年11月12日にボストン・レッドソックスとマイナー契約を結んだ。
2021年は傘下AAA級ウースター・レッドソックスで28試合に登板したが、1勝2敗16ホールド1セーブ、防御率7.13と成績は伸びず、8月22日に自由契約となった。

### ホワイトソックス傘下時代
2021年9月7日にシカゴ・ホワイトソックスとマイナー契約を結んだ。傘下AAA級シャーロット・ナイツで7試合に登板したが、防御率7.04という成績だった。オフの11月7日にFAとなった。

### カブス傘下時代
2022年2月23日にシカゴ・カブスとマイナー契約を結んだ。5月3日に自由契約となった。

### 独立リーグ時代
2022年5月25日にアメリカン・アソシエーションのクリバーン・レイルローダーズと契約した。45試合に登板して、3勝2敗2セーブ、防御率4.80という成績だった。

### メキシカンリーグ時代
2023年3月21日にメキシカンリーグのドスラレドス・オウルズと契約した。

## 投球スタイル
投球の半分をツーシームが占めており、それにスライダーとチェンジアップを交える。

## 詳細情報

### 年度別投手成績
| 年 度    | 球 団    | 登 板 | 先 発 | 完 投 | 完 封 | 無 四 球 | 勝 利 | 敗 戦 | セ 丨 ブ | ホ 丨 ル ド | 勝 率 | 打 者 | 投 球 回 | 被 安 打 | 被 本 塁 打 | 与 四 球 | 敬 遠 | 与 死 球 | 奪 三 振 | 暴 投 | ボ 丨 ク | 失 点 | 自 責 点 | 防 御 率 | W H I P |
| -------- | -------- | ----- | ----- | ----- | ----- | -------- | ----- | ----- | -------- | ----------- | ----- | ----- | -------- | -------- | ----------- | -------- | ----- | -------- | -------- | ----- | -------- | ----- | -------- | -------- | ------- |
| 2016     | KC       | 10    | 0     | 0     | 0     | 0        | 1     | 0     | 0        | 0           | 1.000 | 41    | 8.1      | 11       | 1           | 5        | 0     | 0        | 7        | 0     | 0        | 8     | 6        | 6.48     | 1.92    |
| 2017     | KC       | 33    | 0     | 0     | 0     | 0        | 1     | 0     | 0        | 1           | 1.000 | 196   | 45.0     | 50       | 4           | 13       | 0     | 0        | 27       | 1     | 0        | 23    | 16       | 3.20     | 1.40    |
| 2018     | KC       | 65    | 0     | 0     | 0     | 0        | 5     | 4     | 0        | 15          | .556  | 293   | 72.0     | 70       | 7           | 20       | 2     | 2        | 46       | 2     | 0        | 28    | 26       | 3.25     | 1.25    |
| 2019     | KC       | 56    | 0     | 0     | 0     | 0        | 4     | 2     | 1        | 6           | .667  | 268   | 60.1     | 68       | 4           | 21       | 6     | 2        | 38       | 2     | 0        | 31    | 30       | 4.48     | 1.48    |
| 2020     | KC       | 5     | 0     | 0     | 0     | 0        | 0     | 0     | 0        | 0           | ----  | 29    | 6.0      | 10       | 1           | 2        | 0     | 1        | 2        | 0     | 0        | 3     | 3        | 4.50     | 2.00    |
| MLB：5年 | MLB：5年 | 169   | 0     | 0     | 0     | 0        | 11    | 6     | 1        | 22          | .647  | 827   | 191.2    | 209      | 17          | 61       | 8     | 5        | 120      | 5     | 0        | 93    | 81       | 3.80     | 1.41    |

- 2020年度シーズン終了時

### 年度別守備成績
| 年 度 | 球 団 | 投手（P） | 投手（P） | 投手（P） | 投手（P） | 投手（P） | 投手（P） |
| 年 度 | 球 団 | 試 合     | 刺 殺     | 補 殺     | 失 策     | 併 殺     | 守 備 率  |
| ----- | ----- | --------- | --------- | --------- | --------- | --------- | --------- |
| 2016  | KC    | 10        | 1         | 2         | 0         | 0         | 1.000     |
| 2017  | KC    | 33        | 6         | 7         | 0         | 1         | 1.000     |
| 2018  | KC    | 65        | 3         | 9         | 2         | 0         | .857      |
| 2019  | KC    | 56        | 4         | 15        | 0         | 2         | 1.000     |
| 2020  | KC    | 5         | 0         | 0         | 0         | 0         | ----      |
| MLB   | MLB   | 169       | 14        | 33        | 2         | 3         | .959      |

- 2020年度シーズン終了時

### 背番号
- 61（2016年 - 2020年）